# Марко Митрушић
Марко Митрушић (Сарајево, 16. децембар 1991) је босанскохерцеговачки фудбалер који тренутно наступа за Сопот. Висок је 188 центиметара и игра на позицији нападача.
Током каријере је углавном наступао за клубове на територији града Београда, Шумадију Јагњило, Сопот, Младеновац и Бежанију, као и за Доњи Срем из Пећинаца, односно Металац из Горњег Милановца.